# Agrostis trichantha
Agrostis trichantha é uma espécie de gramínea do gênero Agrostis, pertencente à família Poaceae.